# Liste der Fluggesellschaften in den Föderierten Staaten von Mikronesien
Dies ist eine Liste der Fluggesellschaften in den Föderierten Staaten von Mikronesien (Staatskennzeichen: V6). In den Föderierten Staaten von Mikronesien gibt es (Stand Januar 2018) keine Fluggesellschaften, die IATA- oder ICAO-Codes tragen.

## Aktuelle Fluggesellschaften
Quelle:
- Caroline Islands Air (seit 1997)

## Ehemalige Fluggesellschaften
Quelle:
- Caroline Pacific Air (1995–1997)
- Fly Micronesia (2013) – als Gemeinschaftslinie der Föderierte Staaten von Mikronesien, Guam und Palau geplant
- Micronesia Air Services (1994)
- Sea Star Pacific (unbekannt)